# سرفل أهلب
سرفل أهلب (الاسم العلمي:Chaerophyllum hirsutum) هو نوع من النباتات يتبع جنس السرفل من الفصيلة الخيمية.